# 任意ラヂヲ
任意ラヂヲ（にんいラヂヲ）とは、デスクトップ常駐型アプリケーション(デスクトップマスコット)「伺か」のゴーストをモチーフとした同人インターネットラジオ番組。同人サークル・Triumphal Recordsが制作・配信した。

## 概要
当時の「伺か」の名称が「あれ以外の何か with 任意」であり、略して「任意」「任意たん」と呼ばれていたことからこの名がある。
内容は、「あれ以外の何か with 任意」のデフォルトゴーストであるさくら（偽春菜）とうにゅうがラジオパーソナリティであるという設定で、声優（非公表）がトークを行うもの。ただし、トークで取り上げられる話題については、「伺か」のそれと同様、濃いアダルトゲームネタや2ちゃんねるネタの他、制作者らの内輪ネタなども多く、すべてを理解することは困難となっている。
番組の最後で「えんいー」という挨拶が行われるが、これは「伺か」を駆動するさくらスクリプトにおける終了を意味する命令「¥e」に由来し、「バイバイ」というほどの意味である。
後にCDとしてコミックマーケットや同人ショップで販売（頒布）され、さらに、アケミとマリカのがっちゅみりみり放送局において番外編が配信された。
また、関係者が秋葉原の路上でゲリラライブを行い、あまりの観客の多さに警察が駆けつける事態となった。
本作の影響を受けたネットラジオ番組に、コミックとらのあなの「苺衣ラジ!」などがある。

## 出演キャラクター
- さくら（伺かのデフォルトゴースト）
- うにゅう（さくらの相方）
- ねここ（ねこことショータは双子。どちらが上かは不明）
- ショータ（ねここの相方）
- 双葉（一時期のみデフォルトゴーストだった）
- ただきちさん（双葉の相方）

## CDリスト・オフィシャルブック
- 任意ラヂヲ Cd Edition -Phase 01- (製品No:TURC0005)
- 任意ラヂヲ Cd Edition -Phase 02- (製品No:TURC-0006)
- アレ以外のStay. -YO-MA-Mix- - APPLE Projectが制作した同人CD『APPLE Tree』のボーナストラックに収録（ボーカル：さくら、うにゅう、ねここ）
- 任意読本（ラジオの台本を元に注釈などをつけたオフィシャル同人誌）

## 伺か 任意ラヂヲコミックアンソロジー
スタジオDNA（現・一迅社）より、任意ラジヲを漫画化した「伺か 任意ラヂヲコミックアンソロジー」が2冊発売されている。Vol.1では旧・偽春菜のキャラクターデザインを担当したSaxyunが「低空飛行」のペンネームで寄稿しているが、執筆者の中には「『えんいー』って何ですか？」と「伺か」に関する知識を全く持ち合わせないまま漫画を描いた者も見受けられた。
- Vol.1 2003年2月15日初版 ISBN 4758000875
- Vol.2 2003年6月15日初版 ISBN 4758000964